# Skopska Crna Gora
Skopska Crna Gora (albanska: Mali i Zi i Shkupit, Mali i Zi) är en bergskedja i Kosovo, på gränsen till Nordmakedonien. Den ligger i den sydöstra delen av landet, 60 km söder om huvudstaden Priština.